# Sodern
Sodern, filiale de la société aérospatiale ArianeGroup, est une entreprise française située à Limeil-Brévannes en Île-de-France, spécialisée dans l'instrumentation spatiale et la neutronique.
Née comme un bureau d'études au service de la souveraineté française, Sodern s'est progressivement transformé en un leader mondial sur des marchés commerciaux, dont la croissance est aujourd'hui spécialement portée par le segment NewSpace.
Elle produit des viseurs d'étoiles et des tubes neutroniques. Elle participe également à des programmes scientifiques et d'exploration spatiale comme la mission d'exploration martienne de la NASA InSight (fourniture du sismomètre), les missions d'exploration du système de Jupiter ESA JUICE et NASA Europa Clipper, l'horloge atomique PHARAO, etc.. La société a une gamme de produits pour toutes les missions, plates-formes satellites et orbites, à travers ses marques Hydra, Horus et Auriga.
Sodern développe et produit les sources neutroniques pour la force de dissuasion nucléaire française, les viseurs d'étoiles du missile balistique intercontinental M51, et participe à divers programmes de défense français.
Sodern est l'un des leaders mondiaux dans la production de viseurs d'étoiles et également un leader mondial de l’analyse de la matière par interrogation neutronique.

## Historique

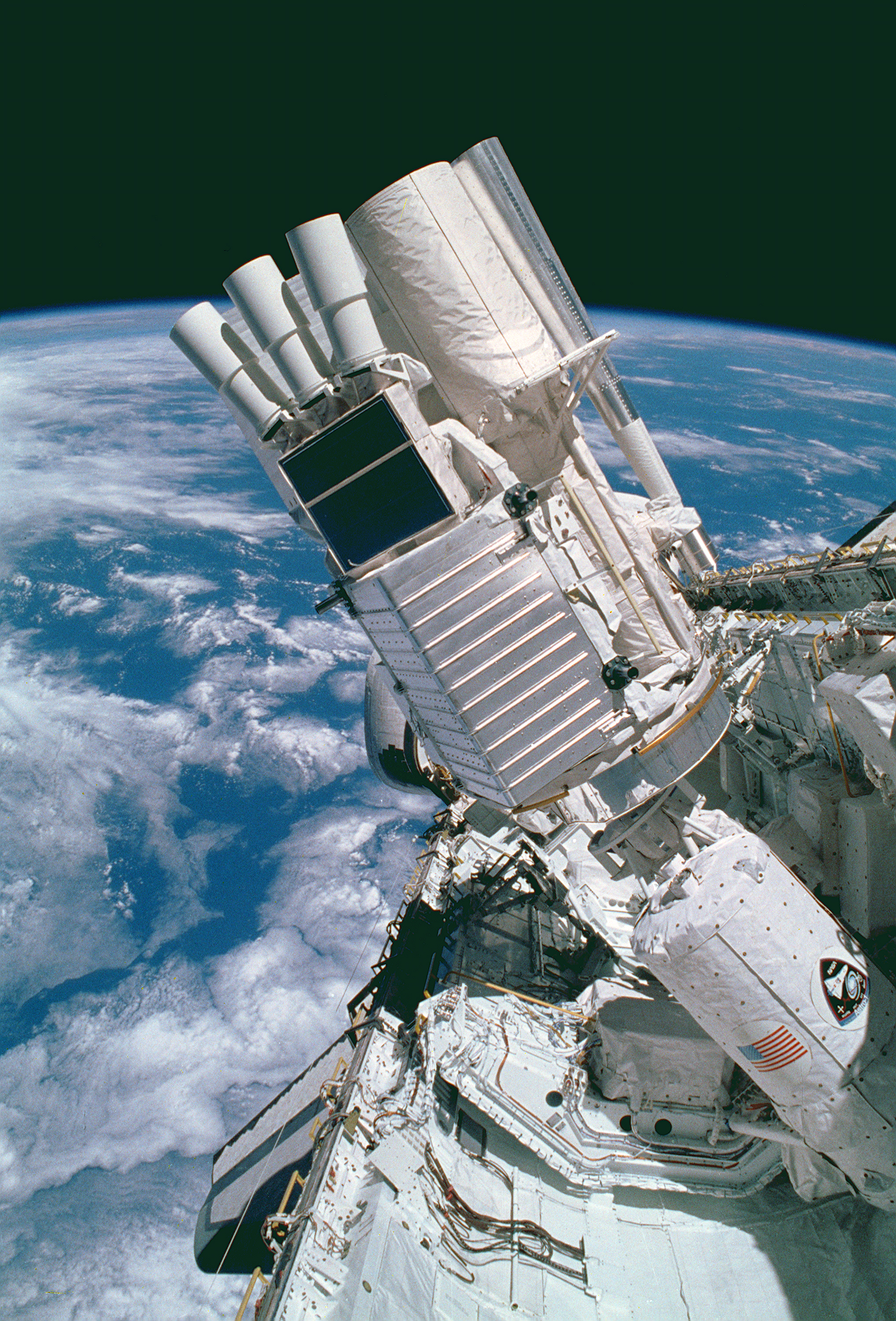
IPS visible sur le côté de l'observatoire Astro-1.

Sodern, historiquement acronyme de « Société d’études et réalisations nucléaires », est créée en 1957 au sein des Laboratoires d'électronique et de physique appliquée de Philips (LEP) pour lancer une première génération de sources neutroniques externes.
Dès la fin des années 1960, Sodern a commencé à diversifier ses activités vers les capteurs optroniques et spatiaux de pointe et en est aujourd'hui un des leaders mondiaux. Au début des années 1970, le CNES ne peut acheter ses capteurs de Terre aux États-Unis, il confie à Sodern la réalisation des premiers capteurs de Terre européens, capteurs dédiés au contrôle d'attitude du satellite expérimental de télécommunication Symphonie.
Sodern devient membre d'EuroSpace en 1971. En 1975, l’Agence spatiale européenne (ESA) sous-traite la réalisation de multiples instruments du Spacelab. Sodern réalise un système de pointage de haute précision dédié à recaler la centrale inertielle et à délivrer une mesure d’attitude de très haute performance, ainsi que des viseurs d'étoiles SED04 pour l'Instrument Pointing System (IPS) de l'observatoire Spacelab.
Sodern renforce en parallèle son activité d’instrumentation optique dédiée au spatial au milieu des années 1990. En 2016 Sodern, qui était jusque là une filiale d'Airbus, devient une filiale de ArianeGroup coentreprise créée par Airbus et Safran pour optimiser le développement du nouveau lanceur européen Ariane 6. En 2019 la participation d'ArianeGroup était de 90 % tandis que le Commissariat à l'Energie Atomique conservait une participation minoritaire de 10 %.

## Activités
Bien qu'ayant commencé ses activités dans la neutronique avec la conception de sources de neutrons pour l'armement, Sodern a commencé à diversifier ses activités vers le domaine des capteurs optroniques et spatiaux de pointe à la fin des années 1960.

### Instrumentation spatiale

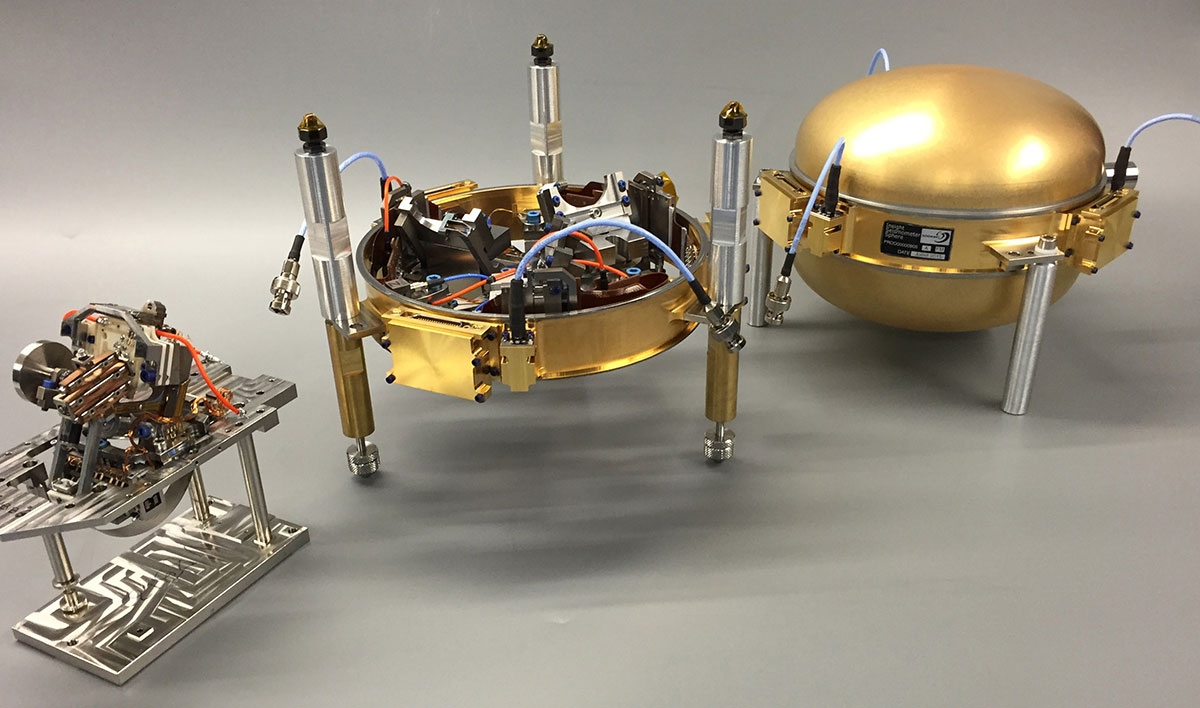
Le cœur du sismomètre SEIS embarqué sur la sonde spatiale InSight a été construit par SODERN.

Ses activités couvrent aujourd'hui différentes gammes d'instruments spatiaux :
- des instruments de contrôle d'attitude pour satellites : capteurs terrestres[13] et solaires, viseurs d'étoiles[14], qui équipent notamment Spot[15], Helios[16], Pléiades, les satellites Eurostar[17] ainsi que le missile M51[18]. Le premier capteur de Terre a été réalisé en 1977 et embarqué sur Météosat I ;
- des instruments d'observation de la Terre (caméras, instruments optiques et optroniques pour les satellites Spot, Helios, ENVISAT, etc.) ;
- des instruments optiques de pointe consacrés à l'industrie nucléaire, la force de dissuasion et la recherche scientifique, par exemple les vidéomètres[19]de l'ATV qui permettent de guider son amarrage automatique[20] à la station spatiale internationale (ISS), l'instrument IASI pour MetOp[21] ;
- des instruments scientifiques uniques créés sur mesure et intégrés dans des satellites embarqués, stations spatiales et véhicules spatiaux comme l'horloge atomique PHARAO[22], développée grâce aux travaux du Prix Nobel Claude Cohen-Tannoudji, des instruments d'étude des liquides critiques en orbite DECLIC[23], des éléments de la caméra pour la recherche des exoplanètes embarquée sur le satellite COROT[24], le coeur du sismomètre SEIS de la mission martienne InSight de la NASA, la caméra de navigation de la mission européenne JUICE, etc.

#### Viseurs d'étoiles (Stars Trackers)
Au niveau mondial, Sodern fait partie des leaders mondiaux de la production de viseurs d'étoiles, cumulant avec Leonardo (Italie) et Jena Optronik (de) (Allemagne) 75 % du marché mondial des viseurs. Le viseur SED16, premier à être utilisé pour remplacer les gyroscopes dans les satellites, a été lancé pour la première fois en mai 2002 sur Spot 5, il a volé depuis sur de nombreux satellites dont, le 3 février 2005, sur le satellite de communication américain AMC 12. Son successeur le SED26, quasiment similaire, a été lancé le 12 avril 2005 avec le satellite Apstar 6. Les différences principales entre le SED16 et le SED26 résident dans les pièces utilisées, le SED26 n'utilisant pas de composants soumis à la régulation ITAR.
La sonde spatiale américaine Dawn, chargée de visiter deux astéroïdes, Vesta et Cérès, se repère grâce à des viseurs SED16 qui sont aujourd’hui, de tous les équipements fournis par Sodern, ceux qui sont les plus éloignés de l’espace circumterrestre. Le viseur SED26 équipe, entre autres, le véhicule automatique de transfert européen, ou ATV, les satellites Helios II, Orbview 3 et 4, Sorce du constructeur américain Orbital, ainsi que plus d'une quinzaine de satellites du constructeur russe ISS-Reshetnev.

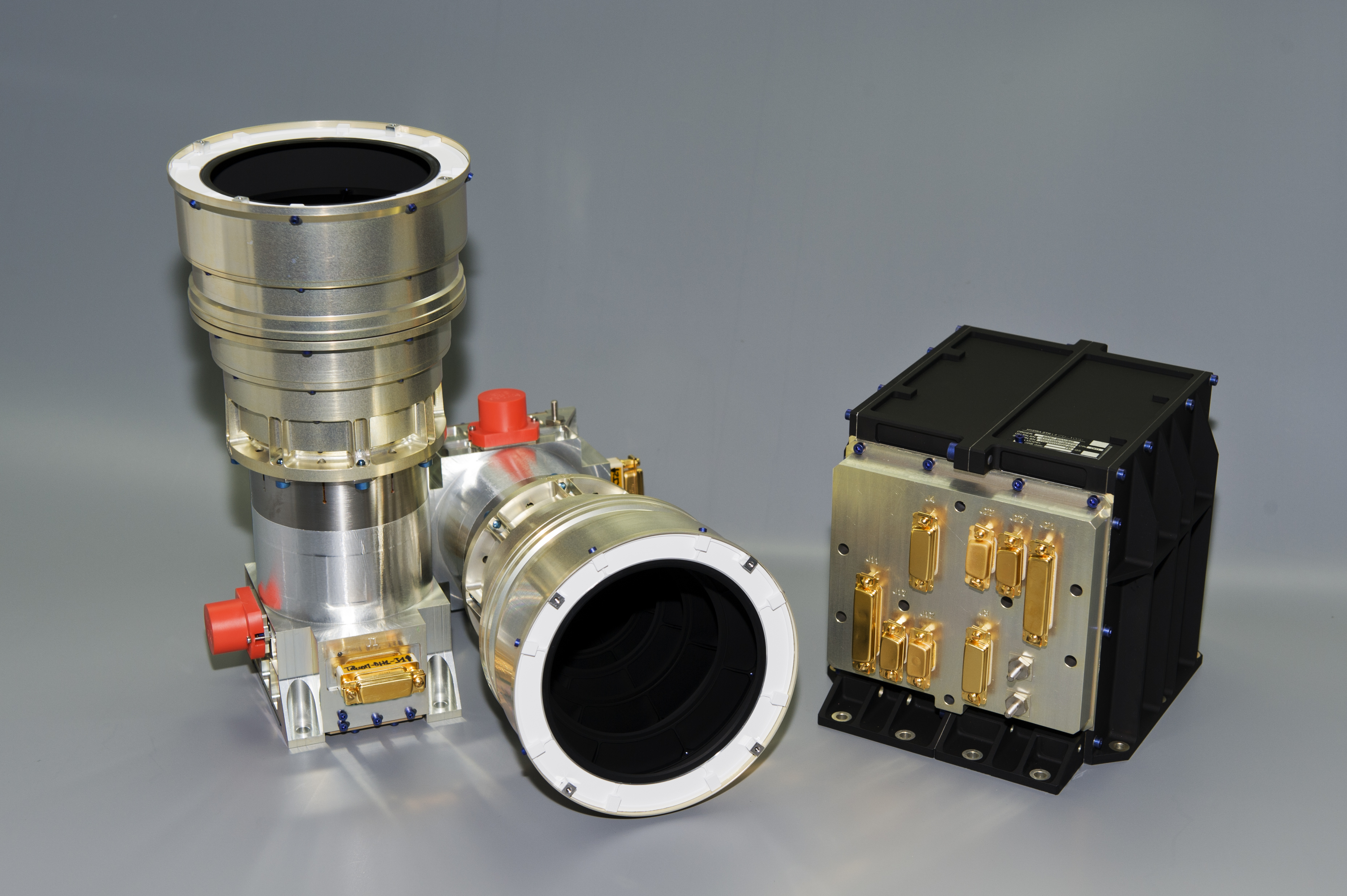
Viseur d'étoiles Hydra.

Le 15 juin 2005, Sodern a annoncé le développement et la production des viseurs Hydra, plus précis, compacts et légers que les viseurs SED. Le développement du viseur a été financé par l'Agence spatiale européenne (ESA) et le CNES (Centre National d'Etudes Spatiales), et a abouti à un viseur résistant aux radiations, environ moitié moins lourd que les SED (qui faisaient 3 kg), qui ne consomme qu'un watt pendant son fonctionnement et a une précision d'une seconde d'arc sur chacun de ses trois axes. Sodern a ainsi vendu une centaine de viseurs Hydra, dont le premier exemplaire a été lancé le 6 septembre 2012 sur le satellite français Spot 6 dont le premier vol était initialement prévu en 2007. En 2016, Sodern a développé et commercialisé le viseur d'étoiles Auriga, destiné aux constellations de petits satellites. La société OneWeb passe commande en 2016 de 1 800 viseurs d'étoiles Auriga auprès de Sodern pour sa constellation de 900 satellites, soit plus que le nombre total de viseurs d'étoiles jamais produits par l'industrie spatiale à cette date. Selon son constructeur, le viseur d'étoiles Auriga doit être dix fois plus léger et 50 à 100 fois moins couteux à produire que les équipements existants,. 
La capacité de production est de 60 viseurs en 2018. Elle est passée à 120 en 2020 puis à 270 en 2022.

### Viseurs diurnes
Dès 2016, Sodern se lance dans le développement de viseurs d’étoiles diurnes. L’objectif étant de créer un viseur d’étoiles qui fonctionne dans l’atmosphère terrestre même en plein jour, et qui de plus, puisse être embarqué sur des porteurs militaires (avions, drones, …), pour pouvoir déterminer une position avec une grande précision sans devoir dépendre d’informations fournies par les satellites.
Fin 2020, Sodern, Safran Electronics & Defense et la Direction Générale de l’Armement réalisent avec succès un essai historique : localiser un avion gouvernemental en plein jour grâce à un viseur d’étoiles couplé à une centrale inertielle.
Pour la France, cela représente un énorme bond technologique ouvrant une perspective prometteuse : pouvoir géolocaliser ses véhicules militaires même en situation de conflit, quand les signaux de positionnement par satellites sont brouillés.
En 2023, Sodern propose une démonstration au Salon SIAE du Bourget.

### Instrumentation optique
Dans la fin des années 1960, plusieurs projets d'instrumentation optique sont concrétisés comme celui des strips, bandes sur lesquelles figuraient toutes les données échangées lors des opérations de contrôle aérien, ainsi que le prototype d’une mini-caméra pour l’hôpital du Val-de-Grâce détectant les rayons gamma et bêta, afin de faciliter l’exérèse complète de tumeurs cancéreuses.
Durant les années 1980, Sodern réalise les plans focaux et les optiques de l’instrument Meris pour le satellite Envisat de l’Agence Spatiale Européenne, puis fournit les caméras des programmes Iasi (CNES) et CALIPSO (CNES/NASA) et l’objectif dioptrique de l’instrument Corot, qui n’observe pas la Terre mais regarde vers l’Espace pour y chercher des exoplanètes ou étudier l’activité sismique des étoiles. 
En produisant la caméra de Spot 1 en 1986 (DTA 01), Sodern entame une longue participation aux programmes d'observation de la Terre, fournissant des caméras ainsi que des instruments optiques et optroniques pour les satellites de la famille Spot, Helios, Envisat, etc.

### Caméras spatiales
Sodern a développé et produit la caméra de navigation (NAVCAM) de la sonde faisant partie de la mission européenne d’exploration des lunes glacées de Jupiter, JUICE (Jupiter Icy Moons Explorer) lancée en avril 2023. La caméra fournira des images des lunes joviennes sur un fond d’étoiles afin d’optimiser le guidage et le contrôle de la précision des survols, dans un environnement fortement radioactif.
En 2021, Sodern est sélectionnée par l’ESA pour développer la caméra la plus précise qu’elle n’ait jamais conçue, dans le cadre des missions Mars Sample Return. Cette caméra devra détecter une capsule d’échantillons martiens de la taille d’un ballon de football, à plus de 3 000 kilomètres de distance, tout en subissant l’éblouissement de la lumière réfléchie par Mars. Sodern a conçu la caméra compacte Auricam, dérivée du viseur d’étoile Auriga.

#### Filtres allumettes

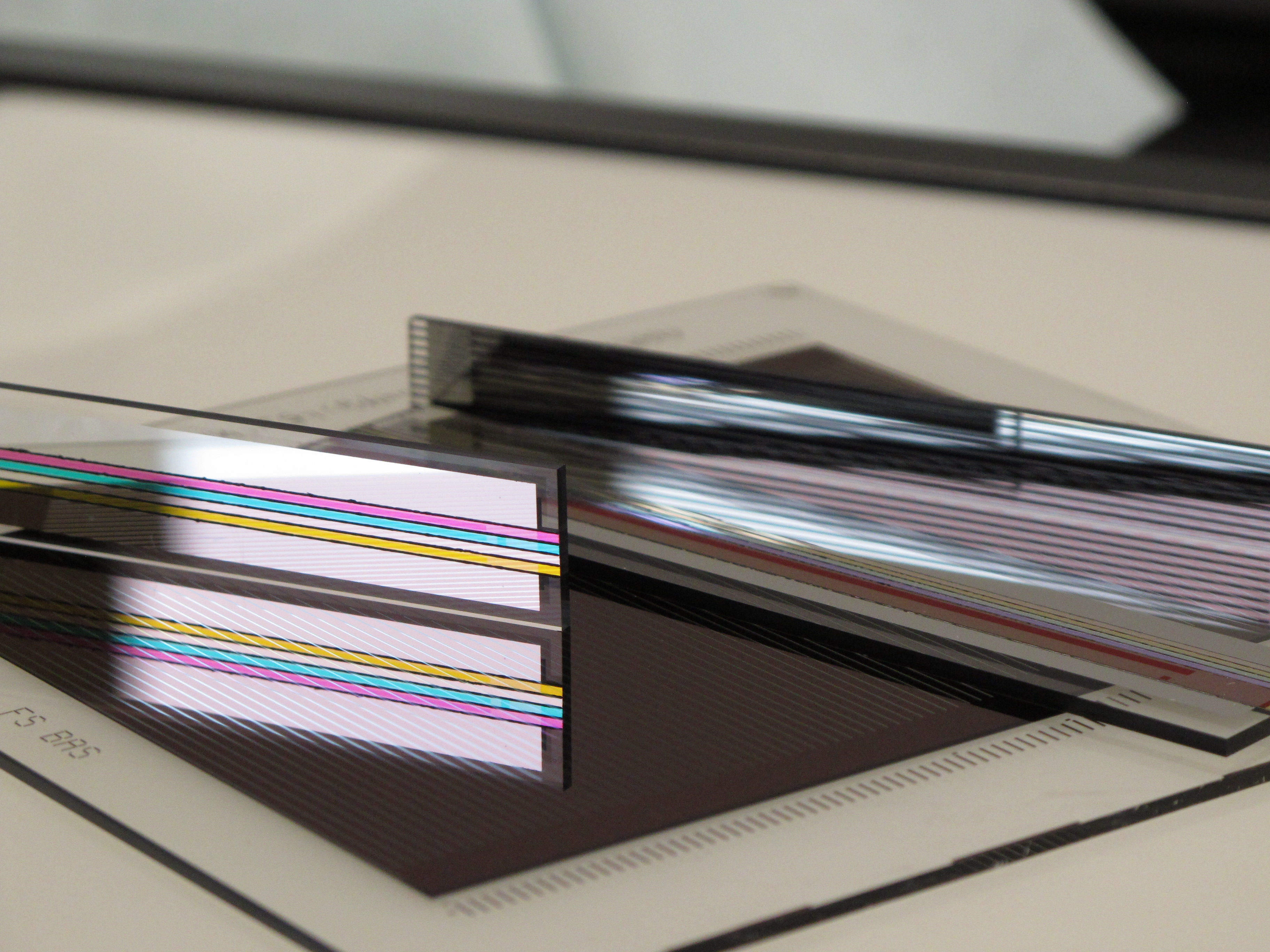
Filtres allumettes.

Instrumentation optique et spatiale étant souvent liées, Sodern a développé une nouvelle génération de filtres multi-spectraux, des « filtres allumettes ».
L’acquisition sur plusieurs bandes spectrales est permise par l’utilisation de plusieurs filtres optiques élémentaires juxtaposés les uns aux autres, dans le cas de la technologie développée par Sodern, cette juxtaposition est obtenue par assemblage d’allumettes, l’allumette étant un sous-ensemble contenant l’ensemble des fonctions d’un filtre élémentaire. Le composant final est appelé « filtre allumettes assemblé ».
Le nombre de filtres élémentaires et leurs caractéristiques (centrage, largeur, réjection, pente des fronts, etc.) dépendent du type de satellite (observation de la terre dans le visible, infrarouge, etc.).

### Neutronique
Dans les années 1980, Sodern développe son activité neutronique civile et conçoit des générateurs de neutrons (TN 26 puis GENIE 36) utilisés par les usines de retraitement des déchets radioactifs pour la mesure des éléments transuraniens (technique de mesure nucléaire), mais aussi pour des mesures in situ en exploitation minière et pétrolière, pour le contrôle de matières brutes, en métallurgie, pour la détection d'explosif et la radiographie à neutrons.
Au début des années 1990, un premier tube neutronique bridé destiné au logging (carottage électrique) pétrolier est conçu à la demande de Schlumberger, inaugurant une collaboration toujours en cours.

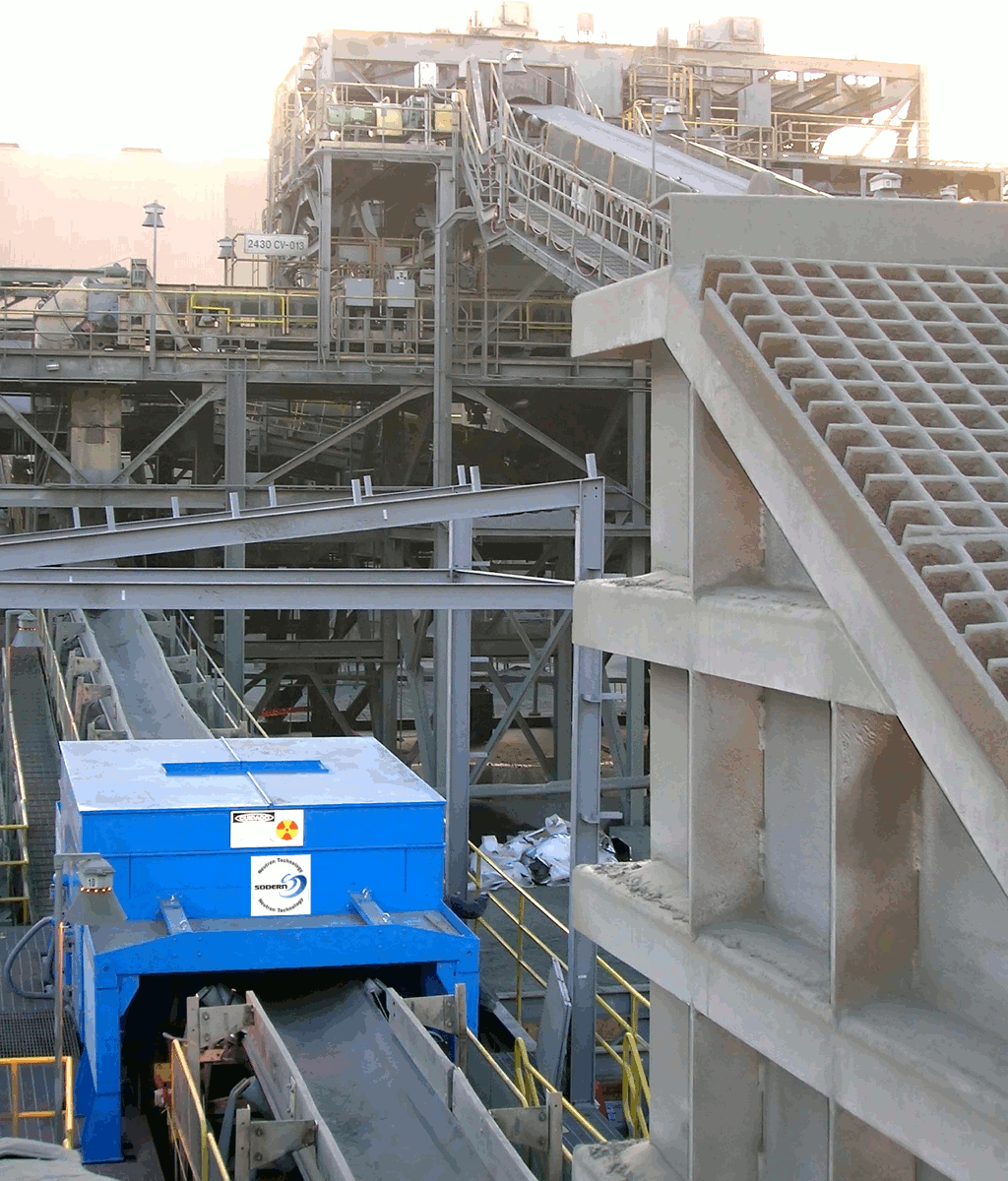
CNA Ciment.

Dans la fin des années 1990 un nouveau projet d'analyseur neutronique est lancé, le Controlled Neutron Analyzer (CNA), destiné à l'analyse des ciments. Le principe de l’analyse de la matière par interrogation neutronique est par la suite déclinée pour des applications très diverses : charbon, minerais (cuivre, nickel, bauxite, fer), ferrailles, déchets.
En 2010, environ 70 de ces appareils avaient été vendus pour la plupart à des cimentiers. Ces CNA sont commercialisés par une autre entreprise, PANalytical (de).
Sur le même principe d'analyse, Sodern a conçu INES, un détecteur d'explosif pour les bagages dans les aéroports. Ce détecteur, développé conjointement avec le Commissariat à l'énergie atomique (CEA) utilise une technologie dite FNA, pour Fast neutron activation, différente de celle de son concurrent américain Science Application International Corp. qui utilisait du TNA, c'est-à-dire Thermal neutron activation. Le détecteur FNA de Sodern exploitait le fait que les explosifs contiennent le plus souvent une grande quantité d'oxygène et d'azote mais peu de carbone. Un générateur pulsé de neutrons permettait alors de détecter de tels éléments. Le détecteur pourrait analyser 1 200 bagages par heure pour un taux de détection de 99,8 %. Il n'a cependant pas été commercialisé.
THOR (version militaire) et ULIS (version civile) ont vu le jour dans les années 2008-2011. Ils permettent la détection d'explosifs et de matières dangereuses (produits chimiques toxiques) ou illicites dans les bagages et colis abandonnés. Leur petite taille leur permet d'être transportés comme une valise.
NIPPS (Neutron Induced Prompt Photometer System) permet la détection non-intrusive des substances illicites et dangereuses. Il est notamment utilisé par l'OPCW (Organisation for the Prohibition of Chemical Weapons).
En 2016, Sodern lance la sonde minière FastGrade. FastGrade est une sonde d’analyse de la matière qui permet de remplacer les opérations de carottage dans une mine par une analyse en temps réel. Là où une opération de carottage se comptait en semaines, l’analyse s’effectue désormais en seulement quelques minutes. FastGrade constitue également une avancée écologique car elle permet d’exploiter la mine avec une infinie précision et ainsi limiter les opérations de tri du minerai post extraction, qui sont coûteuses en eau mais également en énergie. Exportée dans un premier temps en Australie, FastGrade a depuis conquis le marché sud-américain.